# جائزة غرامي لأفضل أغنية كانتري
جائزة الغرامي لأفضل أغنية كانتري (بالإنجليزية: Grammy Award for best Country album)‏ هي جائزة تقدمها الأكاديمية الوطنية لتسجيل الفنون والعلوم (NARAS) سنويا ضمن حفل توزيع جوائز الغرامي،لأفضل أغنية موسيقى الريف.بدأ العمل بالجائزة لأول مرة في سنة 1958.